# Final do Campeonato Catarinense de Futebol de 2015 - Série B
A Final do Campeonato Catarinense de Futebol de 2015 - Série B foi a decisão da vigésima nona edição desta competição. Foi realizada em duas partidas, com mando de campo alternado entre as duas equipes participantes.
O Brusque venceu as duas partidas contra o Camboriú, tanto fora de casa como em seus domínios, e sagrou-se Campeão Catarinense da Série B de 2015.

## Regulamento
Nesta final os dois clubes jogam em partidas de ida e volta e aquele que apresentar mais pontos, levando-se em consideração o saldo de gols, será declarado Campeão Catarinense da Divisão Especial de 2015, se houver empate de pontos e gols, o mandante do segundo jogo (aquele que apresentou maior pontuação nas 3 fases anteriores) será considerado vencedor.

## Vantagem
No regulamento da segunda divisão do certame catarinense, está previsto que as duas equipes se enfrentam em dois jogos, tendo o mando de campo do segundo jogo, a primeira colocada na classificação geral.
O clube que somar mais pontos na final, estabelecendo-se como critérios de desempate saldo de gols, gols fora de casa e por último desempenho na primeira fase, será campeão da Série B de 2014.

### Partida de ida
| 23 de agosto | Camboriú | 0 – 1  | Brusque     | Estádio Robertão, Camboriú              |
| 10:30        |          | Súmula | 68' Eydison | Público: 880 Árbitro: Jefferson Schmidt |

| Cores do Time · Cores do Time · Cores do Time · Cores do Time · Cores do Time | Cores do Time · Cores do Time · Cores do Time · Cores do Time · Cores do Time |

| CAMBORIÚ: |    |  |                  |     |     |
|           |    |  |                  |     |     |
| G         | 1  |  | Eder             |     |     |
| LD        | 2  |  | Thoni            |     |     |
| Z         | 3  |  | Rodrigo Milanez  |     |     |
| Z         | 4  |  | Lucas            |     | 17' |
| LE        | 6  |  | Leandro Silva    |     | 32' |
| V         | 5  |  | Duda             | 66' | 73' |
| V         | 7  |  | Jessé            |     |     |
| M         | 8  |  | Michel           |     |     |
| M         | 10 |  | Léo Franco       | 60' |     |
| A         | 9  |  | Brasão           |     |     |
| A         | 11 |  | Bruno Andrade    | 58' |     |
| Reservas: |    |  |                  |     |     |
| G         | 12 |  | Rodrigo Rocha    |     |     |
| Z         | 13 |  | Alessandro Lopes |     |     |
| Z         | 14 |  | Gustavo          |     |     |
| V         | 15 |  | Gesiel           |     |     |
| M         | 16 |  | Tremonti         | 60' |     |
| A         | 17 |  | Maranhão         | 58' |     |
| A         | 18 |  | Leo Santos       | 66' |     |
| A         | 19 |  | Lucas Gilvan     |     |     |
| V         | 20 |  | Sorbara          |     |     |
| A         | 21 |  | Paulo Meneses    |     |     |
| M         | 22 |  | Pita             |     |     |
| Técnico:  |    |  |                  |     |     |
| Rony      |    |  |                  |     |     |

| BRUSQUE:     |    |  |                   |     |     |
|              |    |  |                   |     |     |
| G            | 1  |  | Wanderson         |     |     |
| LD           | 2  |  | João Neto         |     |     |
| Z            | 3  |  | Rogélio           |     |     |
| Z            | 4  |  | Clayton           |     | 48' |
| LE           | 6  |  | Flavinho          |     |     |
| V            | 5  |  | Neguette          |     | 9'  |
| V            | 8  |  | Carlos Alberto    |     |     |
| M            | 10 |  | Eliomar           |     |     |
| M            | 11 |  | Paulinho Oliveira | 85' |     |
| A            | 7  |  | Tony              | 62' |     |
| A            | 9  |  | Eydison           | 80' |     |
| Reservas:    |    |  |                   |     |     |
| G            | 12 |  | Vanderlei         |     |     |
| LD           | 13 |  | Nequinha          | 85' |     |
| Z            | 14 |  | Leandro Mancha    |     |     |
| V            | 15 |  | Jean              |     |     |
| A            | 16 |  | Matheus Paraná    | 80' |     |
| A            | 17 |  | Jean Carlos       | 62' |     |
| A            | 18 |  | Renan             |     |     |
| A            | 19 |  | Antônio           |     |     |
| Técnico:     |    |  |                   |     |     |
| Mauro Ovelha |    |  |                   |     |     |

### Partida de volta
| 30 de agosto | Brusque          | 2 – 0  | Camboriú | Estádio Augusto Bauer, Brusque                      |
| 15:00        | Eydison 59', 71' | Súmula |          | Público: 3 688 Árbitro: Edmundo Alves do Nascimento |

| Cores do Time · Cores do Time · Cores do Time · Cores do Time · Cores do Time | Cores do Time · Cores do Time · Cores do Time · Cores do Time · Cores do Time |

| BRUSQUE:     |    |  |                   |     |     |
|              |    |  |                   |     |     |
| G            | 1  |  | Wanderson         |     |     |
| LD           | 2  |  | João Neto         |     | 37' |
| Z            | 3  |  | Rogélio           |     |     |
| Z            | 4  |  | Clayton           |     | 2'  |
| LE           | 6  |  | Flavinho          |     |     |
| V            | 5  |  | Faísca            |     |     |
| V            | 8  |  | Carlos Alberto    |     |     |
| M            | 10 |  | Eliomar           |     |     |
| M            | 11 |  | Paulinho Oliveira | 82' |     |
| A            | 7  |  | Tony              | 68' |     |
| A            | 9  |  | Eydison           | 79' | 71' |
| Reservas:    |    |  |                   |     |     |
| G            | 12 |  | Vanderlei         |     |     |
| LD           | 13 |  | Nequinha          | 82' |     |
| Z            | 14 |  | Leandro Mancha    |     |     |
| V            | 15 |  | Jean              |     |     |
| A            | 16 |  | Matheus Paraná    | 79' |     |
| A            | 17 |  | Antônio           |     |     |
| A            | 18 |  | Jean Carlos       | 68' |     |
| A            | 19 |  | Renan             |     |     |
| Técnico:     |    |  |                   |     |     |
| Mauro Ovelha |    |  |                   |     |     |

| CAMBORIÚ: |    |  |                  |     |     |
|           |    |  |                  |     |     |
| G         | 1  |  | Rodrigo Rocha    |     |     |
| LD        | 2  |  | Thoni            |     |     |
| Z         | 3  |  | Alessandro Lopes | 11' |     |
| Z         | 4  |  | Lucas            |     | 49' |
| LE        | 6  |  | Leandro Silva    |     |     |
| V         | 5  |  | Duda             |     |     |
| V         | 7  |  | Jessé            |     |     |
| M         | 8  |  | Michel           |     |     |
| M         | 10 |  | Léo Franco       | 61' |     |
| A         | 9  |  | Brasão           | 28' | 2'  |
| A         | 11 |  | Bruno Andrade    |     |     |
| Reservas: |    |  |                  |     |     |
| G         | 12 |  | Eder             |     |     |
| Z         | 13 |  | Rodrigo Milanez  | 11' |     |
| Z         | 14 |  | Gustavo          |     |     |
| V         | 15 |  | Gesiel           |     |     |
| M         | 16 |  | Léo Franco       |     |     |
| A         | 17 |  | Maranhão         | 28' | 37' |
| A         | 18 |  | Lucas Gilvan     | 61' |     |
| A         | 19 |  | Leo Santos       |     |     |
| M         | 20 |  | Pita             |     |     |
| M         | 21 |  | Luan             |     |     |
| A         | 22 |  | Higor            |     |     |
| G         | 24 |  | Danrley          |     |     |
| Técnico:  |    |  |                  |     |     |
| Rony      |    |  |                  |     |     |

## Premiação
| Campeonato Catarinense de Futebol de 2015 - Série B |
| --------------------------------------------------- |
| BRUSQUE Campeão (3º título)                         |